# Biophytum castum
Biophytum castum är en harsyreväxtart som först beskrevs av Joseph Gerhard Zuccarini, och fick sitt nu gällande namn av George Don jr. Biophytum castum ingår i släktet Biophytum och familjen harsyreväxter. Inga underarter finns listade i Catalogue of Life.